# John Allan Broun
John Allan Broun FRS (21 de setembro de 1817 — 22 de novembro de 1879) foi um magnetista e meteorologista escocês que realizou seus estudos sobre o magnetismo na Índia. Uma das descobertas fundamentais que ele fez foi de que a Terra perde ou ganha intensidade magnética não localmente, mas como um todo. Ele também descobriu que a atividade solar causa perturbações magnéticas.